# Kattia G. Zúñiga
Kattia González Zúñiga conocida como Kattia G. Zúñiga o Kattia González (San José, Costa Rica) es una actriz, guionista, directora de cine y productora costarricense-panameña. También trabaja como directora de arte y sonidista.

## Trayectoria
Nacida en Costa Rica, su madre es costarricense y padre panameño. Es licenciada en terapia física y bailarina, egresada del programa Danza Abierta de la Universidad de Costa Rica. Ha colaborado como productora y actriz en distintos proyectos audiovisuales. Fue la directora, guionista y productora de cine costarricense Paz Fábrega quien la introdujo al oficio cinematográfico, ha explicado una década después al presentar su primer largometraje Las hijas reivindicando el trabajo de otras directoras como Patricia Velásquez, Clara Sola o o la costarricense nacida en Estocolmo Nathalie Alvárez.
En 2012 escribió y dirigió su primer cortometraje, Es Cecilia.  En 2013, participó en el Talents del Festival internacional de cine en Guadalajara. Trabajó como directora de arte de los largometrajes Muñecas rusas (2013) y El Codo del Diablo (2014). Ha sido directora de sonido del largometraje Padre (2013), la serie de TV Inmigrantes (2018) e hizo el diseño sonoro de los largometrajes Espejo (2023) y Órbita (2023).
Como bailarina formó parte del grupo Danza Abierta. Ha sido intérprete en el largometraje de danza Imagina, el espectáculo multidisciplinario de danza, teatro y cine en vivo Astronauta Fantasma (2019) de la que ha escrito también el guion y ha participado en coreografías de Rogelio López, Luis Piedra, Ana María Moreno y Andrea Catania. También ha asesorado la dramaturgia de la obra Anansi, una odisea afro.
Es coescritora y productora del largometraje para público infantil Hanna y la maravillosa historia de la criatura Aimar (2022)
En 2023 estrenó su primer largometraje como directora y guionista, Las hijas presentado en el Festival de Málaga, un retrato de la adolescencia basado en su propia historia personal narrando el viaje que realizó cuando era adolescente junto a su hermana, de Costa Rica a Panamá con la idea de buscar a su padre que hacía diez años que no veían.Su formación como coordinadora de intimidad le ayudó -ha explicado- para rodar las escenas íntimas y al retrato de la sexualidad en la imagen. La película, que le costó nueve años sacar adelante, fue distinguida con la Biznaga de Oro a la Mejor película iberoamericana en Málaga.La película también se ha presentado en otros festivales como el Festival de Cine de Lima.

## Filmografía
Actriz
- Nina y Laura (2014) de Alejo Crisóstomo
- Viaje, (2015) de Paz Fábrega
- Aurora (2021) de Paz Fábrega[7]

Directora
- Es Cecilia (2012) (corto) directora y guionista
- Cosas que no se rompen (2017) (corto) directora y guionista
- Las hijas (2023) (80') directora y guionista

## Premios y reconocimientos
- 2009, como parte del grupo Danza Abierta, recibió el premio Nacional de danza al Mejor grupo.[1]
- 2023 Biznaga de Oro a la Mejor película iberoamericana en Málaga por Las hijas.